# شهرستان هلان
شهرستان هلان (به لاتین: Helan County) یک منطقهٔ مسکونی در چین است که در یینچوان واقع شده‌است.